# Holika Dahan
Holika Dahan (en sánscrito: होलिका दाहन्, romanizado: Holikā Dāhana, lit. 'Quema de Holika'), traducido Holika Dahanam en Sánscrito o Chotti Holi, es un festival hindú en que una hoguera está encendida para celebrar la quema del demonio, Holika. Este ritual simboliza la victoria del bien sobre el mal.  Precede Holi, el festival de los colores, que celebra la primavera. De acuerdo con la leyenda, Holika fue la hermana de Hiranyakashipu, que adquirió una bendición que le hizo invulnurable al fuego. Luego, ella trató de matar a su sobrino, Prahlada, poniéndolo en su regazo en una hoguera. Sin embargo, ella fue inmolado mientras Prahlada fue salvado del fuego.
En India meridional, esta ocasión se llama Kama Dahanam, y está relacionado con la leyenda de Shiva quemando a Kamadeva a cenizas con su tercero ojo. Pantomimas de Kamadeva están representado en esta ocasión en Tamil Nadu rural, y sus efigies están quemados.

## Importancia

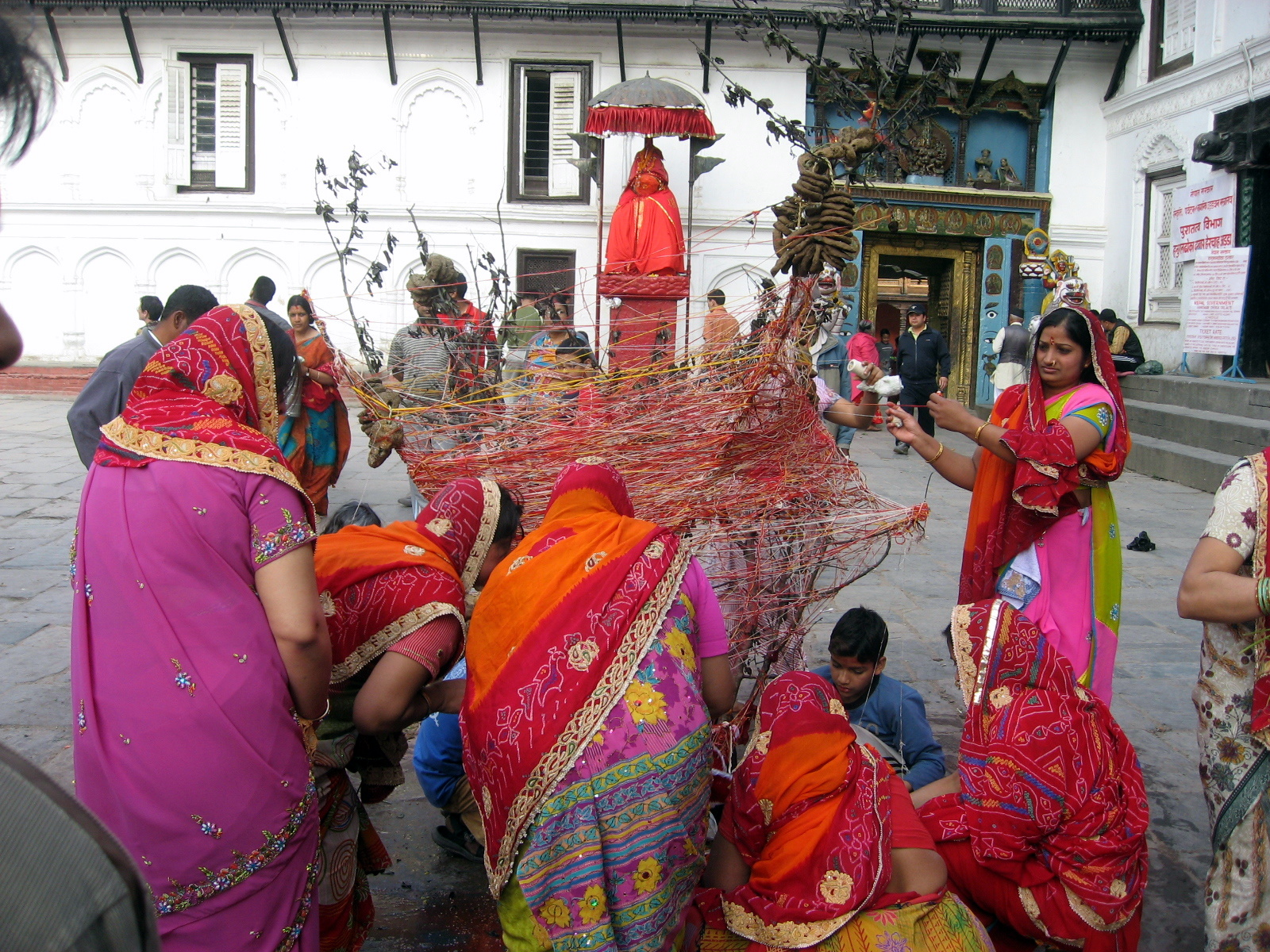
Mujeres preperando para Holika en Dahan, Kathamandu, Nepal

Durante la noche antes de Holi, piras están quemados en India septentrional, Nepal, y en partes de India meridional con esta tradición.
En unas partes de India septentrional, el día se llama Holika Dahan,mientras en otras partes, como Purvanchal (oriental Uttar Pradesh and occidental Bihar), además de Terai regions de Nepal, donde se llama Sammat Jaarna.  